# Le Meilleur (film)
Pour les articles homonymes, voir Le Meilleur.
Pour plus de détails, voir Fiche technique et Distribution.
Le Meilleur (The Natural) est un film américain réalisé par Barry Levinson et sorti en 1984. Adapté du roman du même nom de Bernard Malamud, il décrit l'univers du baseball des années 1930 où un ancien joueur prometteur veut rattraper le temps perdu.
Tourné principalement à Buffalo, Le Meilleur obtient quatre nominations aux Oscars.

## Synopsis
Roy Hobbs, un jeune joueur de baseball prometteur au lancé de feu, voit son souhait de faire une carrière professionnelle anéanti par un coup de revolver. À la suite de ce drame, il reste en convalescence à l'hôpital durant deux ans. Une quinzaine d'années plus tard, alors qu'il est plus proche de l'âge de la retraite sportive que celui de ces débuts, il est recruté par le club professionnel des Knights de New York. Au fil des matchs, il démontre qu'il est le meilleur.

## Fiche technique
Sauf indication contraire, les informations mentionnées dans cette section peuvent être confirmées par la base de données cinématographiques IMDb,  présente dans la section « Liens externes ».
- Titre original : The Natural
- Titre français : Le Meilleur
- Réalisation : Barry Levinson
- Scénario : Roger Towne et Phil Dusenberry, d'après le roman Le Meilleur de Bernard Malamud
- Direction artistique : Angelo P. Graham et Mel Bourne (en)
- Costumes : Bernie Pollack et Gloria Gresham
- Photographie : Caleb Deschanel
- Montage : Stu Linder (version cinéma) et Christopher Holmes (director's cut)[1]
- Musique : Randy Newman
- Production : Mark Johnson (producteur) ; Roger Towne et Philip M. Breen (producteurs délégués) ; Robert F. Colesberry (producteur associé)
- Sociétés de production : Tri-Star Pictures et Delphi II Productions
- Société de distribution : TriStar (États-Unis), Warner-Columbia Film (France)
- Pays de production :  États-Unis
- Budget : 28 000 000 $[2],[3]
- Format : Couleurs - Son Dolby Stéréo - 1,85:1[4] - 35 mm[4]
- Genre : drame sportif
- Durées[5] : 134 minutes, 144 minutes (version director's cut)
- Dates de sortie[6] : 
  - États-Unis et Canada : 11 mai 1984
  - France : septembre 1984 (festival de Deauville) ; 19 septembre 1984 (sortie nationale)

## Distribution
- Robert Redford (VF : Claude Giraud[7]) : Roy Hobbs
- Robert Duvall (VF : Pierre Trabaud[7]) : Max Mercy
- Glenn Close (VF : Élisabeth Wiener[7]) : Iris Gaines
- Kim Basinger (VF : Évelyn Séléna[7]) : Memo Paris
- Wilford Brimley (VF : Jacques Deschamps[7]) : Pop Fisher
- Barbara Hershey (VF : Jacqueline Porel) : Harriet Bird
- Robert Prosky (VF : Philippe Dumat[7]) : le juge
- Richard Farnsworth (VF : Philippe Mareuil) : Red Blow
- Joe Don Baker (VF : Roger Lumont[7]) : Big Bang
- John Finnegan (VF : Roger Crouzet[7]) : Sam Simpson
- Alan Fudge (VF : Georges Berthomieu[7]) : Ed Hobbs
- Michael Madsen (VF : Marc François[7]) : Bartholomew « Bump » Bailey
- Jon Van Ness (VF : Joël Martineau[7]) : John Olsen
- George Wilkosz (VF : Francette Vernillat) : Bobby Savoy
- Ken Grassano (VF : Jean-Loup Horwitz) : Al Fowler
- James Meyer : Dutch Schultz
- Mike Starr : Boone
- Sibby Sisti (VF : Georges Atlas) : le manager des Pirates
- James Mohr (VF : Roger Rudel) : Al
- Ralph Tabakin (VF : Jean-Paul Coquelin) : le client du bar tenu par Al
- Bernie McInerney (VF : Jacques Brunet (acteur)) : le docteur à l'hôpital
- Darren McGavin (VF : Jean Violette[7]) : Gus Sands (non crédité)[1]

## Production

### Genèse et développement

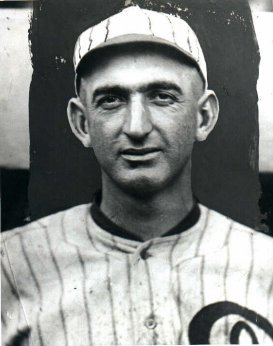
Joe Jackson et le scandale des Black Sox sont une des sources d'inspiration de l'histoire du film.

Le scénario, écrit par Roger Towne et Phil Dusenberry, est une adaptation du roman The Natural de Bernard Malamud, lauréat du prix Pulitzer de la fiction en 1967 pour son roman The Fixer. L'histoire est inspirée par l'affaire Eddie Waitkus, un joueur de baseball qui s'est fait tirer dessus par Ruth Ann Steinhagen en 1949. Roy Hobbs est également inspiré par un autre joueur : Joe Jackson. En effet, le personnage principal du film est approché par le Juge pour truquer les matchs auxquels il prend part, ce qui rappelle le scandale des Black Sox dans lequel Joe Jackson a été impliqué.
D'autres scènes sont inspirées par des faits réels comme celle où Roy Hobbs fait voler en éclats une horloge après un Coup de circuit. En effet, Bama Rowell, alors joueur des Braves de Boston, avait explosé la montre géante d'Ebbets Field de cette manière le 30 mai 1946.

### Tournage
Le film est en partie tourné en studio, dans les Laird International Studios de Culver City, en Californie et à Buffalo, dans l'État de New York,. Après avoir vu quatre douzaines de terrains, l'équipe de production jette son dévolu sur le War Memorial Stadium de Buffalo construit en 1937 (et détruit en 1988). En plus du stade, qui semble parfait aux yeux du directeur artistique du film, Mel Bourne (en), la ville en elle-même correspond à la vision que l'équipe a d'une cité des années 1920 et 1930.

### Musique

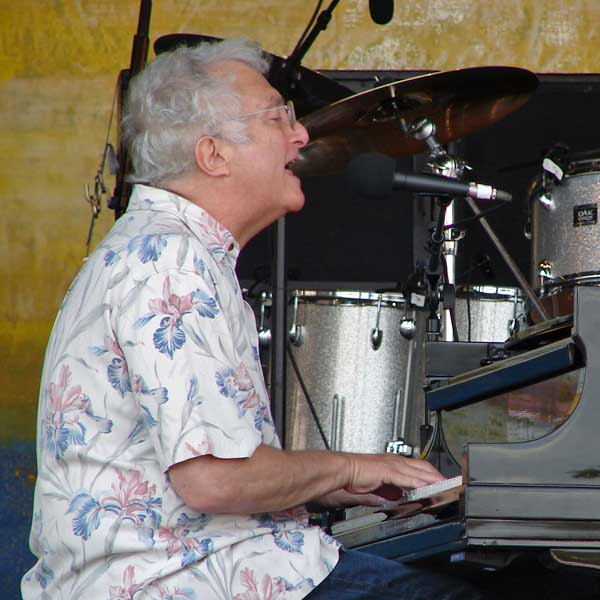
Randy Newman durant un concert en 2008.

La bande originale a été composée par Randy Newman (récompensé, depuis, par l'Oscar de la meilleure chanson originale pour Monstres et Cie), pour qui c'est la quatrième composition pour un film. La partition qu'il a composée est comparée à celles d'Aaron Copland et est même décrite comme « coplandesque » par la critique spécialisée. De plus, l'orchestration faite par Newman avec l'utilisation d'un leitmotiv est proche de ce que pratiquait Richard Wagner. Le thème principal du film est tellement ancré dans l'esprit des américains qu'il est encore utilisé dans d'autres films de baseball et notamment dans les scènes où les joueurs entrent sur le terrain.
L'album de la musique du Meilleur, produite par Newman, Lenny Waronker, David Foster et Michael Boddicker, est sorti sous le label Warner Bros. Records en juin 1984, soit quelques semaines après la sortie du film.
L'album dure 33 minutes et 42 secondes, et est décomposé en quatorze pistes :
1. Prologue 1915-1923 (5:20)
2. The Whammer Strikes Out (1:56)
3. The Old Farm 1939 (1:07)
4. The Majors: The Mind Is A Strange Thing (2:14)
5. Knock The Cover Off The Ball (2:17)
6. Memo (2:02)
7. The Natural (3:33)
8. Wrigley Field (2:13)
9. Iris And Roy (0:58)
10. Winning (1:00)
11. A Father Makes A Difference (1:53)
12. Penthouse Party (1:10)
13. The Final Game / Take Me Out To The Ball Game (4:37)
14. The End Title (3:22)

## Sortie et accueil

### Critique
Alors que le public américain s'est très vite attaché au film, grâce au sujet du film très ancré dans la culture du pays, les critiques ont, pour certains, émis des avis plutôt négatifs. Pour Roger Ebert, Le Meilleur est avant tout un film qui met en avant l'idolâtrie faite à Robert Redford.
Globalement le film obtient de bonnes critiques sans pour autant être considéré comme un film sans faille :

« Le Meilleur est construit impeccablement. [...] C'est une fable sur la réussite et l'échec en Amérique. Robert Redford joue un débutant vieillissant [...] confronté à ses démons du passé et faisant face au présent. Il est parfaitement moulé dans son rôle. Cependant, les personnages féminins laissent un mauvais goût car ils schématisent et d'une façon simpliste l'opposition de celle jouant l'ange (Glenn Close) à celle qui joue la garce (Kim Basinger). »

— Variety.

### Box-office
À sa sortie, le 11 mai 1984, le film est diffusé sur près de 1 000 écrans et engrange plus de 5 millions de dollars le premier week-end, le classant ainsi en première position du box-office américain. Le week-end suivant, il récidive en réalisant de nouveau le meilleur résultat pour ainsi atteindre la somme de 12 656 951 $ en 9 jours d'exploitation. Finalement, après dix semaines d'exploitation aux États-Unis, le film atteint une somme de 42 767 283 $ et 47 951 979 $ si on inclut le Canada, le positionnant ainsi à la quatorzième place au classement du box-office nord américain sur l'année 1984.
Le film sort en France le 19 septembre 1984. Pour sa première semaine, il attire presque 75 000 spectateurs sur Paris mais le nombre d'entrées n'atteindra finalement pas le million (près de 556 000 entrées) en fin d'exploitation.

## Distinctions
Le Meilleur a reçu la récompense du meilleur film étranger aux Hochi Film Awards, en 1984. En plus de ce prix, le film a été nommé dans plusieurs catégories d'autres cérémonies, dont quatre aux Oscars en 1985.
- 57e cérémonie des Oscars[15] :

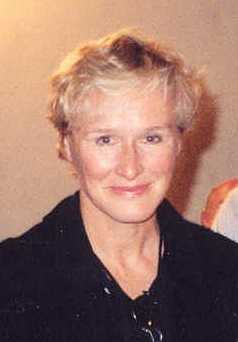
Glenn Close, nommée pour l'Oscar de la meilleure actrice dans un second rôle.

  - Meilleure actrice dans un second rôle : Glenn Close (récompense remportée par Peggy Ashcroft pour son rôle dans La Route des Indes (A Passage to India))
  - Meilleure direction artistique : Mel Bourne (en), Angelo P. Graham et Bruce Weintraub (récompense remportée par Patrizia von Brandenstein et Karel Cerný pour leur travail sur Amadeus)
  - Meilleure photographie : Caleb Deschanel (récompense remportée par Chris Menges pour son travail sur La Déchirure (The Killing Fields))
  - Meilleure musique de film : Randy Newman (récompense remportée par Maurice Jarre pour la partition de La Route des Indes)
- Kim Basinger a été nommée pour le Golden Globe de la meilleure actrice dans un second rôle (récompense remportée par Peggy Ashcroft pour son rôle dans La Route des Indes)[31].
- Le Meilleur a été nommé pour le prix du meilleur film étranger aux Awards of the Japanese Academy (récompense remportée par Il était une fois en Amérique (Once upon a Time in America))[32].
- Le Meilleur a été nommé pour le prix Artios de la meilleure distribution dans un film, décerné par la Casting Society of America (récompense remportée par Amadeus)[33].
- Phil Dusenberry (en) et Roger Towne ont été nommés pour le Writers Guild of America Award de la meilleure adaptation, décerné par le syndicat des scénaristes américains (récompense remportée par Bruce Robinson pour le scénario de La Déchirure)[34].